# Державні премії Білорусі

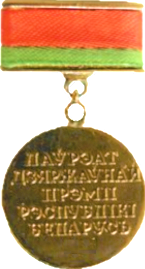
Нагрудний знак лауреата Державної премії Республіки Білорусь

Державні премії Республіки Білорусь — низка державних премій Республіки Білорусь створених з метою відзнаки вчених, фахівців і творчих працівників, які зробили значний внесок у розвиток білоруської науки, техніки, мистецтва і культури.

## Час вручення
Державні премії Республіки Білорусь вручаються Президентом Білорусі напередодні головного свята Білорусі — Дня Республіки.

## Порядок присудження
Підготовка пропозицій про присудження Державних премій Республіки Білорусь проводиться Комітетом з Державних премій Республіки Білорусь з подальшим внесенням цих пропозицій у встановленому порядку на розгляд Президента Республіки Білорусь. Склад Комітету формується з видатних вчених, крупних фахівців-практиків, майстрів літератури, мистецтва, архітектури за рекомендаціями Національної академії наук Білорусі, міністерств, інших республіканських органів державного управління, об'єднань, організацій, у тому числі науково-дослідних установ, вищих навчальних закладів, громадських об'єднань республіки, і затверджується Президентом Республіки Білорусь строком на 4 роки.

## Вручення Державної премії
Особам, яким присуджено Державну премію Республіки Білорусь і присвоєно звання лауреата Державної премії Республіки Білорусь вручається Почесний знак лауреата Державної премії Республіки Білорусь. Лауреату Державної премії Республіки Білорусь крім Почесного знака вручається Диплом лауреата Державної премії Республіки Білорусь. Почесний знак та Диплом лауреата Державної премії Республіки Білорусь вручаються Президентом Республіки Білорусь в урочистій обстановці.

## Види державних премій
- Державна премія Республіки Білорусь «За духовне відродження»
- Спеціальна премія Президента Республіки Білорусь «Білоруський спортивний Олімп»
- Спеціальні премії Президента Республіки Білорусь діячам культури і мистецтва
- Державна премія Білорусі в галузі літератури, мистецтва і архітектури
- Державна премія Білорусі в галузі науки і техніки